# F-Secure
Az F-Secure (korábban Data Fellows) Finnországban alapított kiberbiztonsági cég. Székhelye Helsinkiben található, de 29 irodájuk van világszerte. A vállalat vírusirtó, jelszókezelési, végpontbiztonsági és egyéb számítógépes biztonsági termékeket és szolgáltatásokat fejleszt, illetve értékesít.

## Termékek

### Otthoni használatra
- F-Secure Safe
- F-Secure Anti-Virus
- F-Secure Internet Security
- F-Secure Total
- F-Secure Freedome VPN
- F-Secure Online Scanner
- F-Secure Router Checker
- F-Secure Sense
- F-Secure Key
- F-Secure Mobile Security
- F-Secure Internet Security for Android
- F-Secure Password Protection

### Üzleti használatra
- F-Secure Protection Service for Business
- F-Secure Business Suite
- F-Secure Cloud Protection for Salesforce
- F-Secure ThreatShield
- F-Secure Internet Gatekeeper
- F-Secure Messaging Security Gateway
- F-Secure Radar
- F-Secure Software Updater
- F-Secure Rapid Detection & Response
- F-Secure Rapid Detection & Response Service
- F-Secure Freedome for Business
- F-Secure AV Test